# João Calvino
João Calvino (Noyon, 10 de julho de 1509 – Genebra, 27 de maio de 1564) foi um teólogo, líder religioso e escritor cristão francês. Considerado como um dos principais líderes da Reforma Protestante, em particular na França, as ideias de Calvino tiveram uma grande influência não apenas sobre a teologia cristã, mas também sobre a vida social, a política e até mesmo o sistema econômico de diversos países, sendo amplamente consideradas como tendo possuído um forte impacto na formação do mundo moderno. O sistema teológico bíblico que ele criou é geralmente conhecido como calvinismo, ainda que o próprio Calvino tivesse repudiado veementemente o uso de tal nome para descrevê-lo. Esta variante do protestantismo viria a ser bem-sucedida em países como a Suíça (país de origem), Países Baixos, África do Sul (entre os africânderes), Inglaterra, Escócia e Estados Unidos.
Martinho Lutero escreveu as suas 95 teses em 1517, quando Calvino tinha apenas oito anos de idade, o que faz com que Calvino seja considerado como pertencente à segunda geração da Reforma Protestante. Para muitos historiadores, Calvino teria sido para o povo de língua francesa aquilo que Lutero foi para o povo de língua alemã — uma figura quase paternal. Lutero era dotado de uma retórica mais direta, por vezes grosseira, enquanto que Calvino tinha um estilo de pensamento mais refinado e geométrico, quase de filigrana.
Segundo Bernard Cottret, biógrafo francês de Calvino: "Quando se observa estes dois homens podia-se dizer que cada um deles se insere já num imaginário nacional: Lutero o defensor das liberdades germânicas, o qual se dirige com palavras arrojadas aos senhores feudais da nação alemã; Calvino, o filósofo pré-cartesiano, precursor da língua francesa, de uma severidade clássica, que se identifica pela clareza do estilo".

## Biografia

### Família

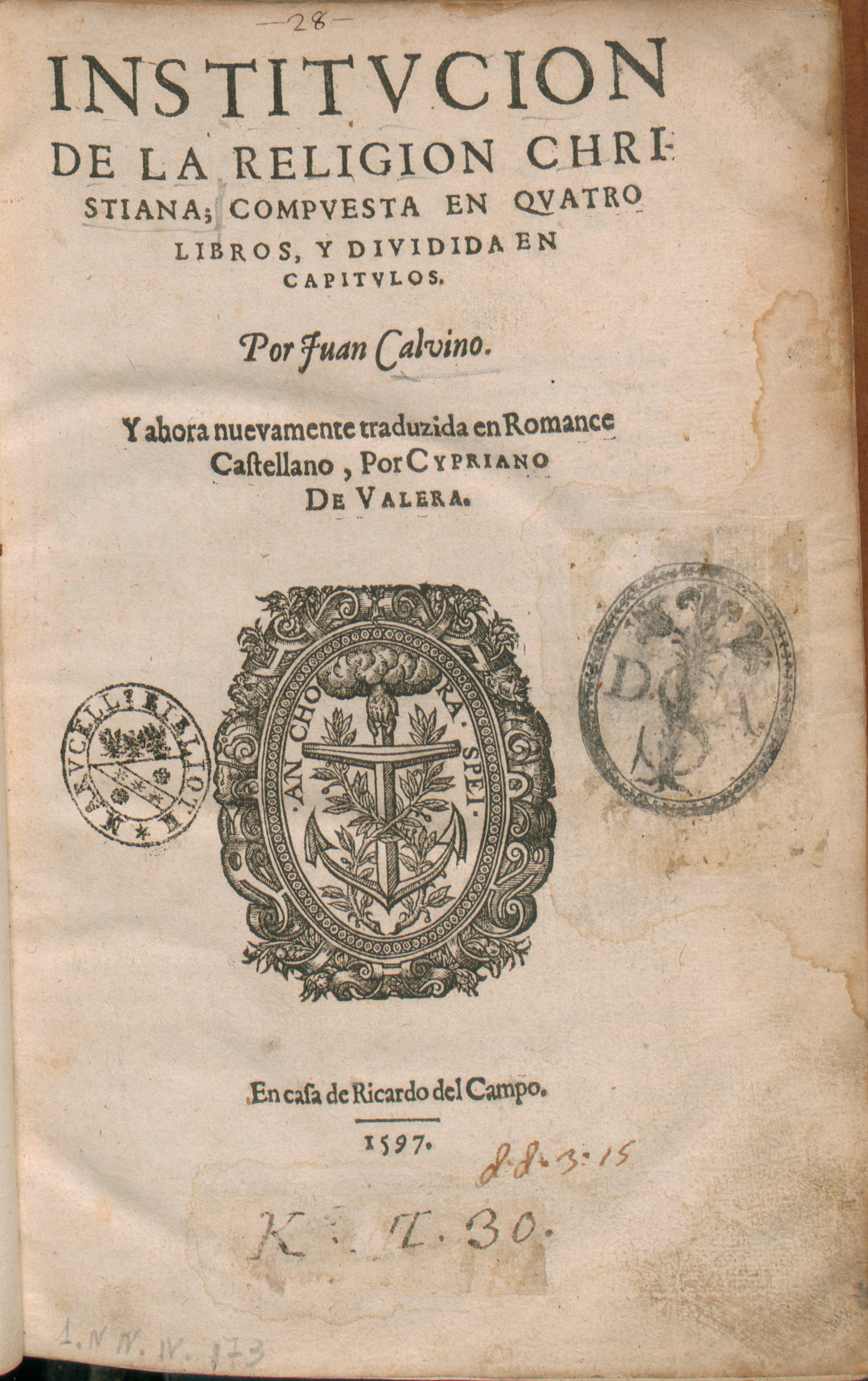
Institutio christianae religionis, 1597

O avô de João Calvino morava nas proximidades de Noyon. Teve três filhos: Richard, que foi serralheiro e se instalou em Paris, Jacques, igualmente serralheiro e, finalmente, Gérard Cauvin, pai de João Calvino, que foi aquele que talvez mais se tenha destacado dos três, tendo feito carreira em Noyon como funcionário administrativo.
Gérard Cauvin estabeleceu-se em Noyon em 1481. Foi inicialmente notário da catedral. Seria, depois, representante do bispado de Noyon; mais tarde, funcionário relacionado com a cobrança de impostos e, finalmente, o promotor (representante) do bispado, antes de entrar em conflito com este. Faleceu em 1531 após uma disputa com o bispado, pela qual foi excomungado.
A mãe de Calvino, Jeanne Le Franc, de seu nome de solteira, era filha de um dono de uma hospedaria em Cambrai, que tinha enriquecido. Jeanne faleceu em 1515, quando João Calvino tinha apenas 6 anos de idade.
Gérard e Jeanne tiveram cinco filhosː Patricia, Charles, Jehan Cauvin, Antoine e François.
Haveria ainda duas irmãs, que nasceram do segundo casamento de Gérard. Uma chamou-se Marie (Maria) e iria também viver em Genebra. Da outra irmã sabe-se pouco.
Em 1 de janeiro de 1515 o rei Francisco I de França (François, roi des français), sucedeu a Luís XII. Inicialmente moderado em matéria de religião, a postura deste rei foi endurecendo ao longo do seu reinado, terminando na perseguição declarada aos protestantes.
Pela Concordata de Bolonha, assinada no início do seu reinado, o papa Leão X concedia ao rei da França o direito a nomear os titulares dos rendimentos da Igreja. Em contrapartida, o papa via reforçados os seus direitos sobre a Igreja em França.
Mudança para Paris
João Calvino nasceu na casa da família em Noyon, nordeste da França, em dia 10 de julho de 1509, nos últimos anos do reinado de Luís XII. O trabalho de seu pai a serviço do bispo local possibilitou que recebesse, aos 12 anos, um benefício eclesiástico, cuja renda serviu-lhe de bolsa de estudos, tendo frequentado inicialmente o "Collège des Capettes" em Nyon, onde adquiriu conhecimentos básicos de latim.
Em 1523, aos 14 anos, foi residir em Paris, com o objetivo de preparar-se para uma carreira eclesiástica, tendo estudado latim, humanidades e teologia. Inicialmente, começou por frequentar o Collège de la Marche, onde estudou latim e humanidades, tendo sido aluno de Maturin Cordier, um grande pedagogo do seu tempo. Estabeleceu, aí, amizade com as crianças da família d'Hangest, do bispo de Noyon, que se assumia, de certa forma, como protetor da família Calvino. Os seus amigos eram Joachin (Joaquim), Yves (Ivo) e Claude (Cláudio), a quem mais tarde dedicaria o seu primeiro livro, um comentário a "De Clementia" de Sêneca, um autor conhecido pelo seu estoicismo.
Foi, em seguida, admitido no Collège Montaigu, onde estudou teologia e onde, mesmo em uma idade tão jovem, já teria tido contato com as obras de Lutero. A escola, que também teria ensinado Inácio de Loyola e Erasmo de Roterdã, era conhecida pela sua rigidez, sovas e má comida. A lista de professores em Montaigu, nesta época, incluía o espanhol Antonio Coronel e o escocês John Mair (que foi professor de Inácio de Loyola), mas não há provas definitivas de que eles tenham sido professores de Calvino.
Vida em Orleães
Em 1529, pouco antes de atingir os vinte anos de idade, a vida de Calvino sofreu uma súbita mudança. Soube que o pai havia mudado de planos em relação ao seu futuro e queria então que ele seguisse estudos na área do direito, ao invés de prosseguir com seus estudos na teologia. A "ciência das leis torna normalmente ricos aqueles que se debatem com ela", dizia seu pai (ele próprio um advogado do bispado), segundo as próprias palavras de Calvino.
Cumpriu a vontade do pai e foi estudar direito em Orleães, mas nunca deixou de preferir a teologia. Como disse mais tarde: "Se Deus me deu forças para que eu cumprisse a vontade de meu pai, determinou ele pela providência oculta que eu tomasse finalmente um outro caminho" (o da teologia).
O biógrafo francês de Calvino, Bernard Cottret, escreveu: "Direito e leis: Calvino, o teólogo, é no fim, também, Calvino, o jurista. O seu pensamento fica marcado pela austeridade, a adstringência e a geometria da lei, pelo seu fascínio ou aspiração a ela. No início do século XVI assiste-se no direito a uma verdadeira revolução. A retórica de Cícero tomou a primazia sobre a filosofia medieval, que se sustentava nos seus silogismos. Com a interpretação de textos jurídicos, Calvino tomou contacto pela primeira vez com a Filologia humanista". O humanismo e o renascimento são, pois, os movimentos culturais que o influenciaram em primeiro lugar.
Em Orleães, Calvino se dedicaria ao estudo do direito civil, sob a influência do conceituado professor Pierre l'Étoile, cognominado "rei da jurisprudência" e "príncipe dos juristas", e que mais tarde se tornaria presidente do Tribunal do Parlamento em Paris.

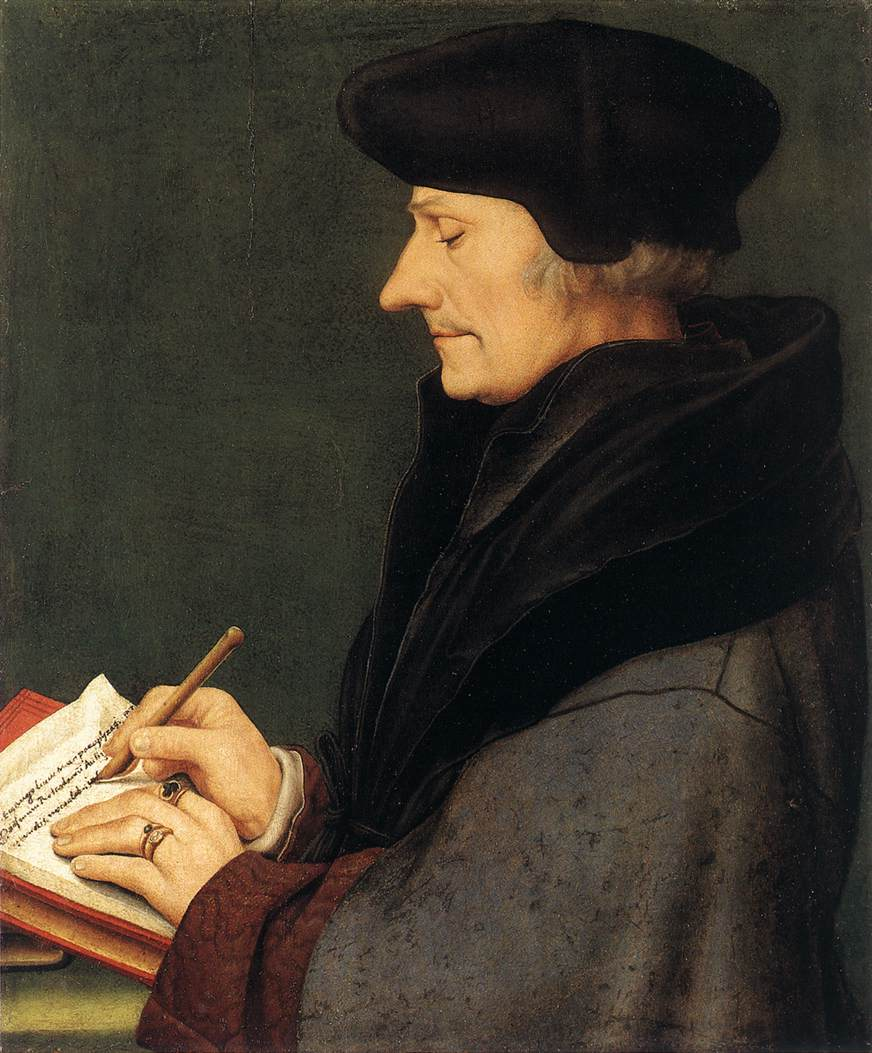
O humanista Erasmo de Roterdão também se interessou pela obra de Séneca

Em 1529, dirigiu-se também a Bourges, para assistir a aulas do famoso professor de direito italiano Andrea Alciato. Também estudou grego — no qual foi instruído pelo erudito luterano Melchior Wolmar — e hebraico, em preparação para realizar um estudo sério das Escrituras.
Em 1531, morre o pai, Gerard Cauvin. Calvino retorna a Paris e dedica-se ao seu interesse predileto – a literatura clássica.
Em 1532, recebeu o bacharelado em direito em Orleães, tendo sido isento pela academia de pagar as taxas habituais pelo grau, em reconhecimento aos serviços prestados. O seu primeiro trabalho publicado foi um comentário sobre o texto do filósofo romano Séneca "De Clementia". Calvino cobriu os custos da publicação do livro com dinheiro do seu próprio bolso. Aos 23 anos era já um famoso humanista, seguindo os passos de Erasmo de Roterdão, que também escreveu sobre Séneca nestes anos. Em "De Clementia" não há da parte de Calvino uma alusão explicitamente religiosa. É antes uma obra que reflecte o estoicismo de Séneca e a predestinação no sentido estoico. Séneca escrevera o texto como forma de apelar Nero à moderação e à razão.
A conversão de Calvino ao protestantismo permanece envolta em mistério. Sabe-se apenas que ela se deu entre 1532 e 1533 (Calvino tinha 23 ou 24 anos), e que foi possivelmente influenciada pelo seu primo, Robert Olivétan. Um texto escrito por Calvino em 1557 como prefácio ao seu comentário sobre os Salmos oferece-nos alguns parcos pormenoresː
"Após tomar conhecimento da verdadeira fé e de lhe ter tomado o gosto, apossou-se de mim um tal zelo e vontade de avançar mais profundamente, de tal modo que apesar de eu não ter prescindido dos outros estudos, passei a ocupar-me menos com eles. Fiquei estupefacto, quando antes mesmo do fim do ano, todos aqueles que desejavam conhecer a verdadeira fé me procuravam e queriam aprender comigo - eu, que ainda estava apenas no início! Pela minha parte, por natureza algo tímido, sempre preferi o sossego e permanecer discreto, de modo que comecei a procurar um pequeno refúgio que me permitisse recolher dos Homens. Mas, pelo contrário, todos os meus refúgios se tornavam em escolas públicas. Em resumo, apesar de eu sempre ter pretendido viver incógnito, Deus guiou-me por tais caminhos, onde não encontrei sossego, até que ele me puxou para a luz forte, contrariando o meu carácter, e como se costuma dizer, me colocou em jogo. E, na verdade, deixei a França e dirigi-me para a Alemanha para que ali pudesse viver em local desconhecido, incógnito, como sempre tinha desejado."
Note-se que a França e Alemanha não existiam no sentido de hoje, como Estados, mas sim em termos de zonas de língua francesa ou alemã.
Neste período, o papa Clemente VII pressionava o rei de França a reprimir os protestantes franceses. Em bulas de 30 de agosto de 1533 e de 10 de novembro do mesmo ano, o papa exortava à "aniquilação da heresia luterana e de outras seitas que ganham influência neste reino". Os dois encontraram-se, então, nesse mesmo ano, em Marselha, onde discutiram entre outras coisas a "guerra contra os turcos, lá fora, e a repressão das heresias cá dentro".

### O discurso de Nicolas Cop

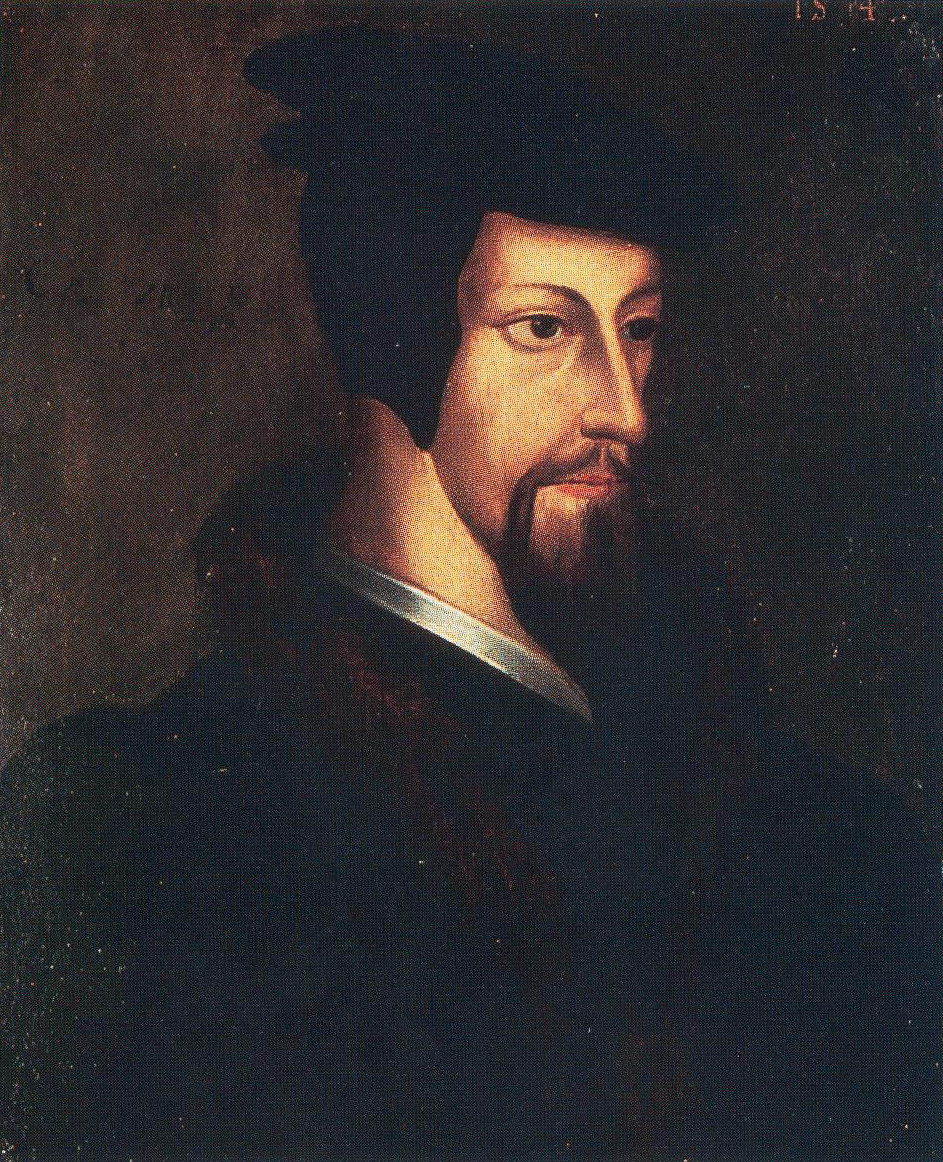
Retrato de Calvino jovem (da coleção da Biblioteca de Genebra)

Em 1 de novembro de 1533, o novo reitor da Universidade de Paris, o humanista Nicolas Cop, proferiu um discurso de abertura do ano lectivo na Igreja dos Franciscanos, em Paris, frente aos mais altos representantes das quatro faculdades: teologia, direito, medicina e artes. O seu discurso fazia eco a temas facilmente associados à nova teologia da Reforma, como a defesa da doutrina da justificação pela fé, advogada por Lutero. Neste discurso, Nicolas fez, particularmente, o paralelismo entre a perseguição aos primeiros cristãos e a que ocorria então, na França do século XVI, e que visava os cristãos protestantes. Argumentava: "Não eram também chamados de heréticos os primeiros seguidores do cristianismo?". O resultado foi a perseguição do próprio Nicolas Cop, que teve de se refugiar em Basileia.
Simultaneamente, João Calvino fugia também de Paris. O seu quarto no Collège de Fortet foi revistado, e seus papéis e correspondência foram confiscados. Calvino encontrou refúgio em Angoulême, em casa do seu amigo Du Tillet.
Não foi até hoje esclarecido completamente o que se passou. Encontrou-se, contudo, em Genebra, um fragmento do discurso de Nicolas Cop, escrito pela mão de Calvino. O documento original completo encontra-se em Estrasburgo. Foi levantada a tese de que Calvino poderia, pelo menos, ter participado na elaboração do discurso, e ter sido aconselhado a fugir.
Calvino permaneceu em Angoulême até abril de 1534, altura em que se dirige a Nérac, onde se encontra com Lefèvre d'Étaples. Regressa depois a Noyon, onde em maio de 1534 renunciou ao seu benefício eclesiástico. Voltou, então, a Paris e a Orleães.

### A Psychopannychia
Em 1534, Calvino escreveu o seu segundo livro, que foi também o primeiro sobre assuntos religiosos. Chamou-se "Psychopannychia", palavra que deriva do grego e que significa: "A vigília da alma". A tradução francesa "Psychopannychia, un traité sur le sommeil de l'âme" ("A vigília da alma - contra o sono da alma") introduziu a frase "sono da alma" como uma descrição crítica da crença na mortalidade da alma, ou "mortalismo cristão", que foi ensinada por Martinho Lutero, entre outros. É um livro relativamente pouco conhecido, em comparação com as outras obras de Calvino. Calvino fez uma crítica severa aos anabatistas, que acusou de serem uma seita tresmalhada. O livro colocou questões teológicas, mais do que oferecer respostas. Calvino, nos seus 24 anos de idade, estava em processo de busca. Defendeu nessa obra a doutrina da imortalidade da alma. O título completo era: "Psychopannychia - tratado pelo qual se prova que as almas permanecem vigilantes e vivas uma vez que tenham deixado os corpos, o que contraria o erro de alguns ignorantes que sustentam que elas dormem até ao último momento" - o que é, também, um ataque aos anabatistas. Apesar de escrito em 1534, o livro foi apenas publicado em 1542.

### O caso dos cartazes de 1534, ou o caso dos caratzes
Em 18 de outubro de 1534, o protestantismo francês viveu um dos seus momentos mais tensos: a disputa dos placards (painéis ou cartazes). Os placards, de 37 cm por 25 cm, afixados em vários locais, criticavam a celebração da Missa, tal como ela era realizada oficialmente pela Igreja Católica.
O pastor Antonie Marcout e outros franceses do círculo do reformador Guillaume Farel imprimiram e espalharam os cartazes em algumas cidades próximas a Paris. Com o título de "Artigos verídicos sobre os abusos horríveis, insuportáveis e generalizados da Missa Papal, que está em oposição direta à Ceia do Senhor, presidida por nosso Senhor, o único mediador e salvador, Jesus Cristo", os painéis condenavam a Missa Papal em termos violentos - comparavam o ritual da Missa à bruxaria e acusavam o Papa, os bispos, padres e monges de mentir e de blasfêmia. Estes foram impressos e afixados em edifícios e portas em todo Paris e no Vale do Loire, incluindo na porta do quarto do Rei Francisco I. O argumento central rejeitava a doutrina católica da Missa como uma "reconstituição" do sacrifício de Cristo na Cruz. O resultado foi uma repressão massiva aos dissidentes religiosos: a Igreja Católica organizou uma procissão expiatória pelas ruas, que foi anunciada em todas as paróquias e até o rei participou; e apenas naquele dia, seis protestantes foram queimados na fogueira.
Até então, os protestantes eram perseguidos pelo Parlamento, e às vezes chegavam a ser condenados à morte como hereges, mas o Rei Francisco I mantinha uma atitude bastante tolerante em relação a eles. Ele sonhava em estabelecer um Cristianismo unido - algo que Charles Quint nunca havia conseguido: na verdade, ele havia enviado um embaixador para falar com os principais reformadores da Alemanha e da Suíça.
Mas para o rei, esse incidente significou que seus esforços de conciliação falharam, e que uma conspiração estaria sendo organizada contra ele, ameaçando a sua autoridade. O incidente dos cartazes chocou consideravelmente a opinião pública. O rei decidiu proteger seu reino contra o que via como uma heresia, e adotou uma política de repressão. Muitos suspeitos de simpatizar com a causa protestante foram perseguidos, presos, levados a tribunal ou mesmo condenados à morte em Paris e em todas as províncias. Muitos protestantes e seus seguidores fugiram. Em represália ao que ficou chamada affaire des placards, ordenou a caça aos heréticos. Depois de anos de trégua, a intolerância religiosa recomeçaria.

### Etapa em Basileia

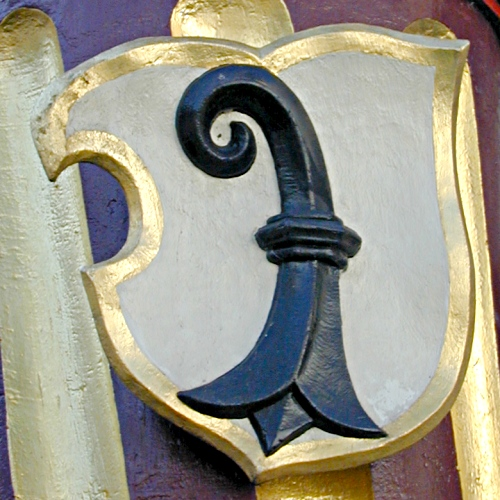
Emblema da cidade de Basileia

Em janeiro de 1535, Calvino dirigiu-se (alguns sustentam que teria fugido) para Basileia, cidade onde viveu até março de 1536. Basileia era uma cidade conhecida por ter sido o lar de Erasmo de Roterdão e do reformador Johannes Oekolampad, falecido em 1531, sendo o seu seguidor Oswald Mykonius.

### A tradução da Bíblia de Olivétan
Em 1535 é publicada a primeira Bíblia traduzida por um protestante, em francês. Tratava-se de uma tradução directa do hebraico (o Antigo Testamento) e do Grego (o Novo Testamento) - línguas originais das Escrituras - e não das versões então em uso, em latim. Algo totalmente natural no século do humanismo e de Erasmo de Roterdão. O autor é Olivétan, aliás Pierre Robert (1506-1538), primo de João Calvino e proveniente também de Noyon. Foi publicada em Neuchâtel por Pierre de Vingle.
Apesar de Pierre Robert ter demonstrado um bom conhecimento de hebraico e grego, o seu estilo de escrita foi considerado de difícil compreensão, além de ter uma certa falta de fluidez discursiva. O texto foi revisto (com a colaboração de Calvino), e publicado novamente em 1546.

### O Édito de Coucy
Em 16 de julho de 1535, o rei Francisco I de França fez publicar o Édito de Coucy, uma medida de contemporização para com os protestantes e que corresponde também a uma nova guerra de Francisco I contra o imperador Carlos V (Guerra de 1535-1538).
Francisco I precisava do apoio dos protestantes alemães para o esforço de guerra e não convinha, necessariamente, perseguir os luteranos na França. Foi prometido que se deixariam os protestantes em paz desde que vivessem como "bons cristãos" e renunciassem à sua fé. Mas, em dezembro de 1538, o Édito de Coucy foi suspenso e as perseguições aos protestantes retomaram a intensidade anterior.

### Institutio Christianae Religionis
Em março de 1536, durante o seu período em Basileia, Calvino publicou a primeira edição de “Institutio Christianae Religionis”, originalmente em latim (seguiram-se outras edições em francês), precedidas por um Discurso ao Rei Francisco, onde mencionava a sua estadia em Basileia, "enquanto na França são queimados na fogueira crentes e pessoas santas", santos mártires, e buscava convencer o rei Francisco I de França das boas intenções da Reforma Protestante. A obra apresenta os fundamentos teológicos e bíblicos da Reforma e as suas consequências. Ele se baseia na teologia de Lutero - justificação pela fé e salvação pela graça - não, no entanto, sem atribuir-lhes consequências muitas vezes diferentes, sobretudo no que se refere à organização das Igrejas, à liturgia, à relação com o mundo. Calvino defendia não só a reforma da Igreja, mas a de todos os indivíduos. A Institutio é "a organização da sociedade daqueles que acreditam em Jesus Cristo".
Em março de 1536, Calvino viajou até Ferrara na companhia de Louis Du Tillet. Calvino esperava um acolhimento aberto às ideias protestantes na sua estadia em Ferrara. Enganava-se. Teria de interromper a visita logo em abril. Foi então até Paris. Mas Calvino não teria futuro em França. Numa carta ao amigo Nicolas Duchemin, comparou a sua situação com a dos judeus no Egipto. A França era o seu Egipto. Queixou-se na mesma carta dos rituais da missa, considerando-os idólatras. Calvino saiu definitivamente da França em 1536, procurando terras politicamente independentes da França e de espíritos mais abertos para a Reforma. Dirigiu-se, então, para cidades dos territórios que hoje constituem a Suíça.

### A Reforma em Genebra
Genebra era nesta altura já uma cidade de espíritos progressivos e abertos para a Reforma Protestante. Politicamente, a cidade estava desde 1285 sob vassalagem aos condes de Saboia ou à casa episcopal (ao bispo de Genebra), quase sempre ocupada por um bispo também da casa de Saboia desde que o papa Félix V (Amadeu VIII de Saboia) se autonomeou bispo da cidade. Na prática, no entanto, Genebra era quase uma cidade-Estado, uma república que desde cedo se emancipou, na conquista da sua liberdade municipal.
Em 1522 iniciou-se um conflito entre os pejorativamente chamados "mamelucos", que eram conservadores e partidários da casa de Saboia e os "confederados" (alemão: Eidgenossen; francês: Eidguenot) de onde possivelmente se formará a palavra huguenotes (francês: huguenot). Estes últimos opunham-se a Saboia. Em 1524, Carlos III, Duque de Saboia, tinha ocupado militarmente Genebra. Porém, em 1526, Genebra decidiu-se pela união com os cantões suíços de Berna e Friburgo, iniciando-se no caminho helvético. A Reforma Protestante não teve um papel determinante neste processo, segundo Bernard Cottret. Mas a partir daqui começaram a reunir-se em Genebra elementos da Reforma. Em 1533, houve o primeiro culto protestante de que há conhecimento nesta cidade. São então cunhadas moedas com a inscrição: "Post tenebras lux" ("após as trevas, a luz"), até hoje utilizado para homenagear os reformadores, e atual lema do Muro dos Reformadores em Genebra.
O ano de 1536 marcou uma viragem na cidade de Genebra. Neste ano, a Reforma foi adoptada oficialmente pela cidade. Os clérigos da Igreja Católica foram intimados a deixar de celebrar a Missa como o faziam, com o cerimonial católico (idólatra, aos olhos dos protestantes) e a juntarem-se aos protestantes. Num novo fôlego de zelo religioso, as mulheres foram obrigadas a usar o véu, cobrindo os seus cabelos. Já desde 1532, se registavam ataques e destruições de imagens religiosas, estátuas, figuras, etc. A adoração destas figuras era vista pelos protestantes como idolatria. Houve um episódio de fanatismo que foi emblemático deste fenómeno: num destes ataques à "idolatria papista", uma multidão apoderou-se de cerca de 50 hóstias de um padre, dando-as a comer a um cão. "Se as hóstias pertencem mesmo ao corpo de Deus, não se irão deixar comer por um cão!" - é argumentado. Em junho de 1536, são abolidos em Genebra, por decisão de um conselho, todos os feriados, excepto os domingos. Todas estas transformações deram-se sem a influência de Calvino. Aliás, ainda nem sequer tinha chegado à cidade.

### Chegada de Calvino a Genebra

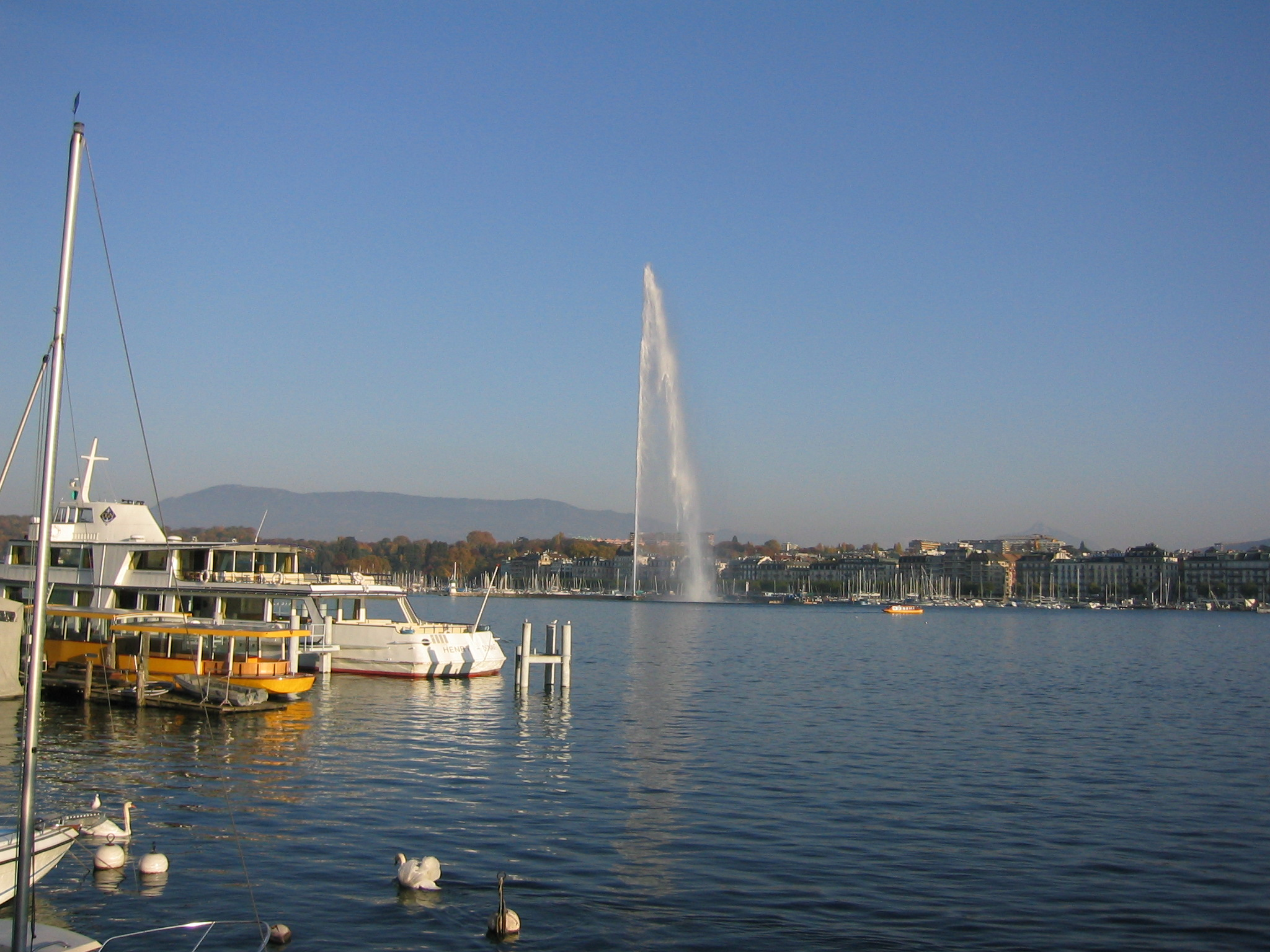
Genebra nos dias de hoje, uma das cidades mais ricas do mundo

1536 é também o ano da chegada de Calvino a Genebra. Calvino tinha nessa altura 26 anos.
Após a estadia em Ferrara, na primavera de 1536, Calvino tinha estado em Paris, aproveitando-se de um período de relativa calma na perseguição aos protestantes. Tratou de assuntos pessoais e da família. Em junho, fez em Paris uma procuração em nome do seu irmão. Em julho de 1536, João Calvino, pretendendo dirigir-se a Estrasburgo, iniciou a viagem, juntamente com o irmão Antoine e a irmã Marie. Em vez de tomar o caminho mais curto, Calvino fez um desvio pelo Sul, evitando a área onde a guerra entre as forças de Francisco I e Carlos V são uma ameaça. Por coincidência, Calvino chegou a Genebra, onde permaneceu, apesar de ter inicialmente pretendido continuar viagem, o que foi vivamente desaconselhado pelo reformador Guillaume Farel (na altura de 47 anos de idade). O caminho para Estrasburgo encontrava-se inseguro por causa da guerra. A Genebra que Calvino encontrou vivia ainda a agitação dos conflitos entre mamelucos e confederados.
João Calvino já tinha viajado até Estrasburgo durante as guerras otomanas, e passado através dos cantões da Suíça. Aquando da sua estadia em Genebra, Guillaume Farel pediu ajuda a Calvino na sua causa pela Igreja. Calvino escreveu sobre este pedido: "senti como se Deus no céu tivesse colocado a sua poderosa mão sobre mim para barrar-me o caminho". Após 18 meses, as mudanças de Calvino e Farel levariam à expulsão de ambos.

### A disputa teológica de Lausana
Entre 1 e 8 de outubro de 1536, teve lugar na Catedral de Notre-Dame em Lausana uma disputa teológica entre protestantes e católicos, na qual Calvino e Farel participaram. Este tipo de conferências de disputa teve por modelo os debates que Ulrico Zuínglio tinha organizado em Zurique (1523) e Berna (1528). Do lado católico encontrava-se Pierre Caroli, que iria acusar, em Berna, Calvino e Farel de heresia. Calvino foi também acusado por Caroli de arianismo.

### A Expulsão de Genebra
A 16 de janeiro de 1537, as autoridades da cidade de Genebra aprovaram o documento escrito pelo líder protestante Farel, que se destinava a servir de confissão de fé e orientação para todos os habitantes de Genebra. Calvino fez também algumas sugestões, parte das quais foram rejeitadas. Cerca de vinte artigos dispõem, entre outras coisas, que os idólatras, querulantes, assassinos, ladrões, bêbados (entre outros) sejam futuramente excomungados. As lojas deviam fechar aos domingos, assim que soassem os sinos da igreja.
Estas disposições, apesar de aceitas pelas autoridades, criaram atritos com Farel e Calvino. O estigma da excomunhão é extremamente discriminador e destruidor de relações sociais no século XVI.
Em março, os líderes anabaptistas de origem holandesa Hermann de Gerbihan e Benoît d'Anglen são expulsos de Genebra, juntamente com os seus seguidores.
Em abril de 1537, por sugestão de Calvino, foi constituído um "syndic" (síndico) que teve por objectivo ir de casa em casa e inquirir sobre a confissão dos moradores. A acção foi contestada. Alguns moradores recusaram-se a pronunciar-se sobre a sua fé.
Em junho de 1537, as autoridades de Genebra decidiram que o domingo seria o único dia feriado. Futuramente nenhum outro feriado seria considerado.
O dia 30 de outubro foi definido como o prazo para todos os moradores de Genebra se pronunciarem quanto à sua religião. Aqueles que não reconhecem os decretos de Farel são obrigados a deixar a cidade em 12 de novembro.
Após esta data, a situação complicou-se para Farel e Calvino. Particularmente provocante foi o facto de um estrangeiro (francês), como Calvino, decidir sobre a excomunhão e expulsão de habitantes naturais de Genebra. As autoridades, perante estes protestos, passam a ser mais críticas para com os líderes protestantes.
A 3 de fevereiro de 1538 foram eleitos para as autoridades da cidade de Genebra quatro pessoas que eram inimigos de Calvino e dos protestantes. Em março, estas novas autoridades proibiram Calvino e Farel de se pronunciarem sobre assuntos não religiosos.
Calvino e Farel negaram-se a celebrar a comunhão de acordo com a tradição de Berna. Foram proibidos de celebrar os serviços religiosos. No entanto, no domingo seguinte, 21 de abril de 1538, Farell e Calvino celebraram o culto de Ceia como habitualmente, Farel na Igreja de Saint-Gervais e Calvino na de Saint-Pierre. As autoridades deram-lhes três dias para saírem da cidade.

### Estrasburgo
Em 1538, Farel irá refugiar-se em Neuchâtel. Calvino dirige-se a Estrasburgo, após ter inicialmente pretendido ir para Basileia. Estrasburgo era na altura parte da zona de língua alemã, mas a proximidade da fronteira com a França significava que ali se tinha desenvolvido uma comunidade de exilados franceses. Tal como ocorreu em Genebra, onde Farel reconhecera o potencial de Calvino, em Estrasburgo, o reformador Martin Bucer foi o protector de Calvino. Durante três anos, Calvino dirigiu em Estrasburgo uma igreja de protestantes franceses, a convite de Bucer.
Segundo o biógrafo Courvoisier, Estrasburgo foi a cidade onde Calvino tornou-se verdadeiramente Calvino. O seu sistema de pensamento foi lá consubstanciado em algo de mais marcadamente original, em meio a uma intensa atividade literária, escrevendo uma versão ampliada das Institutas (três vezes maior do que a primeira edição), o Comentário de Romanos (seu primeiro comentário bíblico), um tratado sobre a Ceia do Senhor e outras obras. O seu comentário à carta de Paulo aos Romanos discorre sobre um tema que é particularmente querido do protestantismo, porque ali se encontra a doutrina da justificação através da fé, base de sustentação do movimento protestante, pois somente a fé salva e justifica. A Igreja é por este prisma mais uma comunidade de crentes do que um enquadramento jurídico. Os sacramentos só recebem o seu sentido através da fé. Sem fé, não têm qualquer efeito. Já Lutero, tinha destacado a carta de Paulo aos Romanos como o cerne do Novo Testamento e o mais alto do Evangelho.
Em outubro de 1539, Pierre Caroli chegou a Estrasburgo, onde permaneceu por pouco tempo. Caroli e Calvino, inimigos há anos, tiveram uma disputa. Caroli estava então algures entre o catolicismo e o protestantismo. Ele acusou Calvino de o ter confundido na sua fé. Calvino sofreu uma crise nervosa.

### Matrimônio
Em Estrasburgo, Calvino casou-se, em agosto de 1540, com a viúva de um anabatista por nome Idelette de Bure. Idelette tinha dois filhos do primeiro casamento. A cerimónia do casamento foi dirigida por Guillaume Farel. Em 1541, a peste negra (ou peste bubónica) recrudesceu em Estrasburgo. Idelette e as duas crianças tiveram de procurar abrigo na casa de um irmão dela, nas redondezas.

### Regresso a Genebra
Após a expulsão de Calvino, Genebra tinha adoptado os ritos de Berna. O Natal, ascensão de Cristo e outras festividades cristãs voltaram a ser praticadas. Mas os católicos e os anabaptistas continuavam a ser perseguidos e "convidados" a deixar a cidade. Em 18 de março de 1539, o jogo foi proibido em Genebra. Pedintes e vagabundos eram expulsos da cidade. A ausência de Calvino não tinha significado qualquer laxismo na moral estrita imposta na cidade.
As relações de Genebra com Berna permaneceram tensas. Entretanto, os líderes que se opunham a Calvino (os chamados "artichoques") começaram a perder influência. Foram acusados de simpatia por Berna. Jean Philip (João Filipe), um de seus líderes, foi torturado e decapitado em 1540. Os oponentes, favoráveis a Calvino, chamados de "guillermins" ganham o poder.
Calvino foi convidado em outubro de 1540 a regressar a Genebra, para reaver o seu posto na Igreja, tal como o tivera antes da expulsão. A 13 de setembro de 1541, Calvino chegou pela segunda vez a Genebra, mas, desta vez definitivamente. Começou, então, a organizar e estruturar, de acordo com as linhas bíblicas, os ministérios e a acção dos professores e diáconos.

### Atuação em Genebra

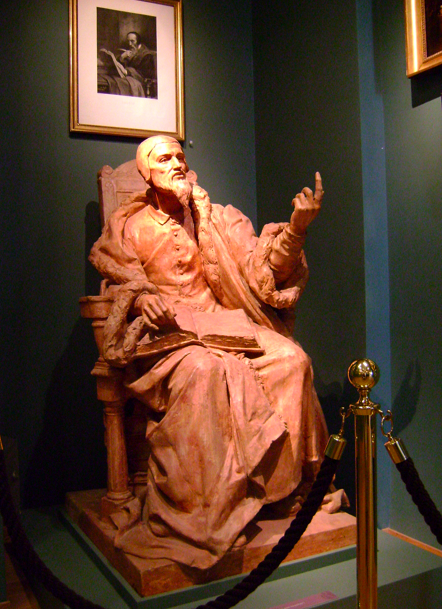
Estátua de João Calvino no Museu Internacional da Reforma Protestante de Genebra

Sob a liderança de Calvino e de seus colegas, Genebra se tornou a grande cidadela da fé reformada, recebendo refugiados e visitantes de muitos lugares da Europa. Essas pessoas, ao retornarem para os seus países, contribuíram para a ampla difusão do movimento reformado. Um desses refugiados foi o reformador escocês John Knox, que, em uma carta, referiu-se a Genebra como “a mais perfeita escola de Cristo que já existiu sobre a terra desde os dias dos apóstolos”.
Ao longo dos anos, Calvino ajudou a estruturar a igreja reformada de Genebra, provendo-a de uma constituição, uma confissão de fé, um catecismo e uma liturgia, além de um hinário, o Saltério de Genebra, também idealizado por ele. O trabalho da igreja era realizado por quatro categorias de oficiais: pastores (que pregam), mestres (que ensinam), presbíteros ou anciãos (que advertiriam quanto ao comportamento e doutrina) e diáconos (que ocupam-se dos pobres e doentes, visto que mendigar era proibido. O reformador também empreendeu um vasto programa de pregação expositiva, ensino religioso e reflexão teológica, que resultou em um enorme volume de publicações. Suas ideias nos campos da dogmática, interpretação bíblica, política, responsabilidade social e outras áreas têm sido influentes há vários séculos.
Durante este período, foi também decidida a criação de um Consistório, que se reuniria regularmente, para julgar os comportamentos individuais, como um tribunal, "de acordo com a palavra de Deus", sendo a excomunhão de pessoas a mais grave sentença que pode decidir. Inicialmente, o Consistório era composto de pastores da cidade e de doze anciãos leigos, que foram selecionados entre os conselhos da cidade. O Consistório deveria se reunir todas as quintas-feiras e exercer a disciplina da igreja, convocando e repreendendo formalmente os habitantes de Genebra que se recusassem a se arrepender, quando confrontados por anciãos e pastores, em questões de pecado. Esses pecados incluíam adultério, casamentos ilícitos, maldições, luxo não autorizado, desrespeito na igreja, traços do catolicismo romano, blasfêmia ou jogo, dentre outros. Se eles permaneceram obstinados, eles foram suspensos da Ceia do Senhor temporariamente. O consistório de Genebra, assim como o de Neuchâtel, lutou para manter a independência eclesiástica, ao contrário de outros consistórios suíços que foram dominados por autoridades seculares.
Calvino foi enfático ao dizer que a igreja deveria ter o poder de excomunhão, uma posição conhecida nas igrejas reformadas como a visão "disciplinarista", que foi articulada pela primeira vez por Johannes Oecolampadius e Martin Bucer. Esta foi uma aplicação da doutrina dos dois reinos, que é freqüentemente associada a Martinho Lutero e Filipe Melanchthon, mas cuja realidade política impediu de ter tido muito impacto, nos territórios luteranos. A visão oposta nas igrejas reformadas é o modelo "mágico", defendido por líderes reformados como Wolfgang Musculus, Heinrich Bullinger e Peter Martyr Vermigli, segundo o qual as autoridades seculares são responsáveis pelo cuidado da religião e devem manter jurisdição sobre os ministros e o poder de excomungar.

### A Peste Negra em Genebra
Em 1542, há um surto de peste negra em Genebra. A peste negra permanecia então um fenómeno incompreensível - para lidar com a epidemia, era normal que se multiplicassem os casos de feitiçaria e de rituais contra a peste. Este tipo de práticas já eram conhecidos em Genebra antes da Reforma e, tal como antes, os protestantes replicavam com a perseguição, tortura e morte dos suspeitos. Aquelas que são identificadas como bruxas são queimadas vivas, enquanto se propaga a ideia de que estas desgraças são um castigo de Deus.
Em 1542, o filho de Calvino, Jacques, morreu pouco depois de nascer em 28 de julho.
A caça às bruxas foi um fenômeno da Idade Moderna, uma espécie de onda persecutória que atingiu a Europa Central e Ocidental. Há, no entanto, controvérsias sobre a extensão da caça às bruxas na Genebra do século XVI. O artigo "Witchcraft in Geneva, 1537-1662", publicado no The Journal of Modern History, exemplifica que Jules Michelet, em seu famoso ensaio, La Sorciere, teria mencionado que 500 bruxas foram condenadas à morte em apenas três meses pelo Bispo de Genebra em 1513, listando isso entre os piores exemplos de crueldade judicial a que ele teve acesso; Hugh Trevor-Roper, no entanto, teria argumentado que "em Genebra, que antes estava livre da caça às bruxas, Calvino introduziu um novo reinado de terror nos sessenta anos após a sua vinda, com cento e cinquenta bruxas foram queimadas". Mas ambas as afirmações teriam sido feitas sem pesquisa adequada.
Crescimento demográfico
A partir de 1542 e sobretudo na década de 1550, a cidade de Genebra conheceu um grande crescimento demográfico, com a chegada de muitos refugiados, especialmente protestantes perseguidos da França. Consequentemente, há uma fase de expansão económica (relojoaria e tecelagem) e a língua francesa começou a ter preponderância sobre o dialecto franco-provençal da região.
Mas também foi uma época marcada pelo crescimento de sentimentos xenófobos, em parte devidos a ressentimentos contra Calvino:
- Em janeiro de 1546 foi preso Pierre Ameaux, que tinha injuriado publicamente Calvino, ao referir-se a este como um "picard", pregador de uma falsa fé;
- Um outro senhor Ameaux foi preso mais tarde por razões semelhantes. Este senhor tinha boas razões para não gostar do extremo zelo religioso imposto por Calvino, já que era fabricante de cartas de jogo. Foi condenado a percorrer a cidade de uma ponta à outra, descalço, em camisa, com uma vela na mão;
- A 23 de setembro de 1547, François Favre compareceu em tribunal por ter afirmado que Calvino se autonomeara bispo de Genebra e que os franceses tinham escravizado a sua cidade natal;
- Mais tarde, em 1548, um senhor chamado Nicole Bromet declarou que os franceses deveriam ser todos colocados num barco e enviados pelo rio Reno abaixo.

Em 1547, Henrique II de França sucedeu a Francisco I. Henrique foi um rei menos reconhecido, em comparação com Francisco. Foi caracterizado como menos carismático, menos entusiasta pelas artes e ciências, mais introvertido e frio.
Em 29 de março de 1549 morreu Idellete Calvino, após doença. Calvino não tornou a casar. Dedicou-se ainda mais decididamente ao trabalho.
Em 1550, a repressão dos huguenotes em França cresceu. Foi estabelecida a chambre ardente. A censura foi fortalecida.

### Miguel Servet

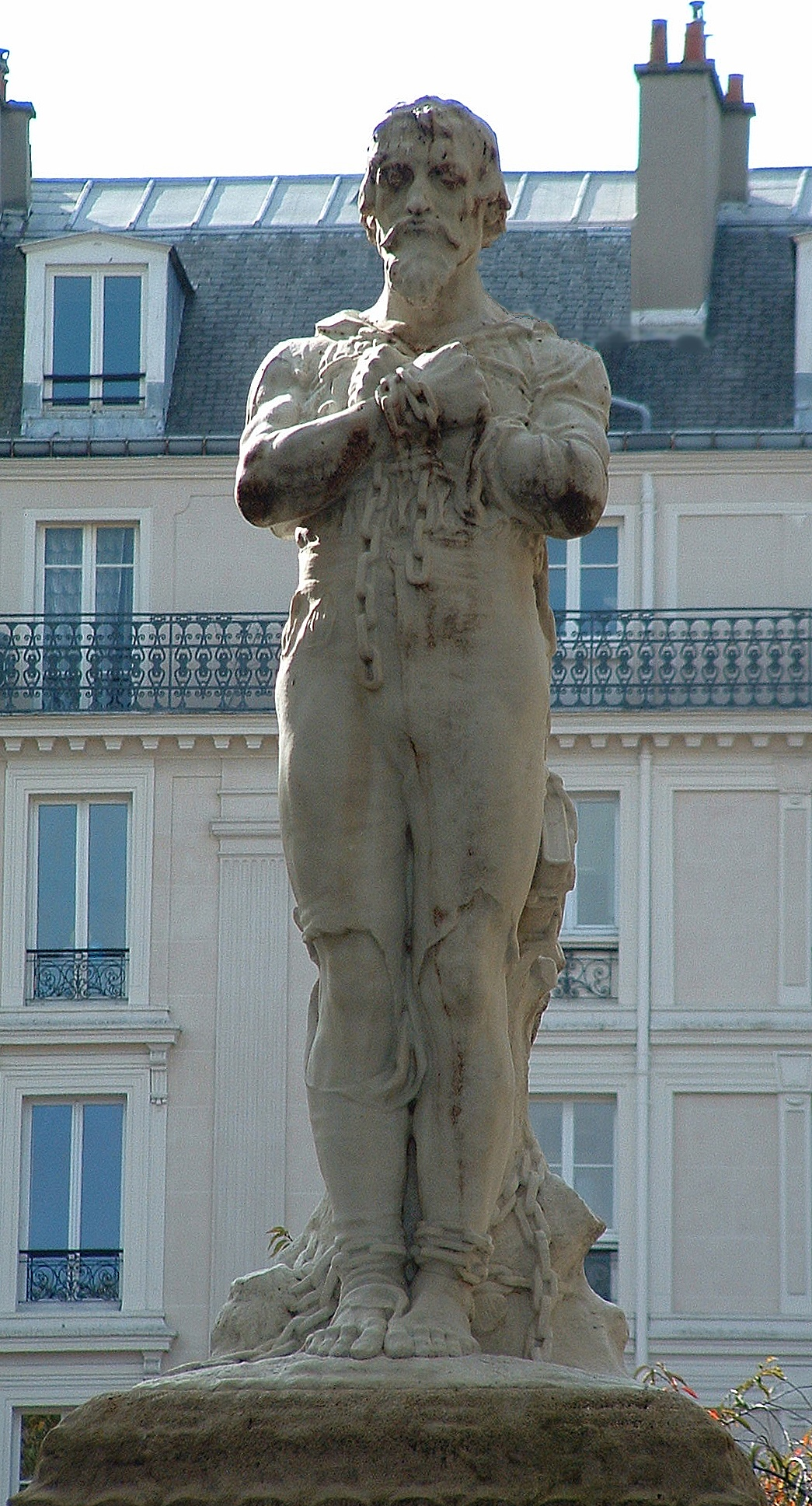
Estátua de Miguel Servet na praça Aspirant Dunand, em Paris. Miguel Servet foi um cientista e reformador protestante, sentenciado à morte a fogueira por suas ideias teológicas pelo Conselho de Genebra

Miguel Servet foi um cientista e reformador, primeiro a descrever a circulação pulmonar, condenado a morrer na fogueira por suas ideias teológicas pelo Conselho de Genebra. A relação entre Servet e Calvino inicia-se em 1553, quando Servet publicou uma obra religiosa com exibições antitrinitárias, intitulada Restituição do Christianismo, um trabalho que rejeitou a ideia de predestinação e que Deus condenava almas para o inferno, independentemente do valor ou mérito. Deus, insistiu Servet, não condenaria ninguém. Calvino, que havia recentemente escrito o resumo de sua doutrina em Institutas da Religião Cristã, considerou o livro de Servet um ataque a suas teorias, e enviou uma cópia de seu próprio livro como resposta. Servet prontamente devolveu, cuidadosamente anotando observações críticas. Servet escreveu a Calvino "eu não te odeio, nem te desprezo, nem quero vos perseguir, mas eu gostaria de ser tão duro como o ferro, quando eis que insultaste a doutrina com som e audácia tão grande".
As respostas de Calvino ficaram cada vez mais violentas, até que ele parou de falar com Servet. Servet enviou diversas outras cartas, mas Calvino se recusou à respondê-las e considerou-as heréticas. Posteriormente Calvino demonstrou suas opiniões sobre Servet, quando escreve ao seu amigo Guilherme Farel em 13 de fevereiro de 1546:

 Servet acaba de me enviar um volume considerável dos seus delírios. Se ele vir aqui (...), se minha autoridade valer algo, eu nunca lhe permitiria sair vivo ("Si venerit, modo valeat mea autoritas, patiar nunquam vivum exire").
Em 16 de fevereiro 1553, Servet, então em Vienne, foi denunciado como um herege por Antoine Arneys, que estava morando em Lyon, que por sua vez soube das ideias de Servet graças a uma carta enviada pelo seu primo, Guillaume Trie, um comerciante rico e um grande amigo de Calvino. O inquisidor francês Matthieu Ory, interrogou Servet e seu impressor sobre Christianismi Restitutio, mas eles negaram todas as acusações e foram liberados por falta de provas. Arneys escreveu sobre o ocorrido a Trie, exigindo provas. Em 26 de março de 1553, as cartas enviadas por Servet a Calvino e algumas páginas do manuscrito Christianismi Restitutio foram transmitidas à Lyon por Trie. Em 4 de abril, de 1553 Servet foi preso pelas autoridades eclesiásticas, e preso em Vienne. Ele escapou da prisão três dias depois. Em 17 de junho, mesmo ausente, ele foi condenado por heresia pela Inquisição francesa, e seus livros foram queimados.
Servet desejava fugir para a Itália, porém, inexplicavelmente, parou em Genebra. Em 13 de agosto de 1553, quando ouvia um sermão de Calvino, foi imediatamente reconhecido, Calvino e seus reformadores o denunciaram, e Servet foi preso. Calvino insistiu na condenação de Servet usando todos os meios ao seu comando.
Em seu julgamento pelo Conselho de Genebra, segundo a maioria dos historiadores, Servet foi condenado pela difusão e pregação do antitrinitarismo e por ser contra o batismo infantil. O procurador (procurador-chefe público), acrescentou algumas acusações como "se ele não sabia que sua doutrina era perniciosa, considerando que ela favorece os judeus e os turcos, por inventar desculpas para eles, e se ele não estudou o Alcorão, a fim de desmentir e rebater as doutrina e a religião das igrejas cristãs(...)".
Calvino dizia que Servet merecia ser executado em razão do que ele considerava serem "blasfêmias execráveis". Todavia, não concordou que fosse morto em fogueira, mas sim decapitado. Porém, o Conselho não deu ouvidos à Calvino. Calvino então consultou outros reformadores sobre a questão de Servet, como os sucessores imediatos de Martinho Lutero, bem como reformadores de locais como Zurique, Berna, Basel e  Schaffhausen, todos concordaram universalmente com sua execução. Em 24 de outubro Servet foi condenado à morte na fogueira por negar a Trindade e o batismo infantil. Calvino sugeriu que Servet fosse executado por decapitação, em vez de fogo, mas seu pedido não foi atendido. Em 27 de outubro de 1553 a pena foi aplicada nos arredores de Genebra com o que se acreditava ser a última cópia de seu livro acorrentado na perna de Servet. Após o ocorrido Calvino escreveu:
Quem sustenta que é errado punir hereges e blasfemadores, pois nos tornamos cúmplices de seus crimes (…). Não se trata aqui da autoridade do homem, é Deus que fala (…). Portanto se Ele exigir de nós algo de tão extrema gravidade, para que mostremos que lhe pagamos a honra devida, estabelecendo o seu serviço acima de toda consideração humana, que não poupamos parentes, nem de qualquer sangue, e esquecemos toda a humanidade, quando o assunto é o combate pela Sua glória.

### Relacionamento com a Reforma inglesa
Por volta de 1550, Calvino escreveu ao rei Eduardo VI de Inglaterra, um protestante, encorajando-o nas suas reformas. O rei Eduardo VI fez acolher protestantes franceses, perseguidos no país natal. Após o reinado de Eduardo VI (1547-1553), o catolicismo regressou à Inglaterra, sob a liderança de Maria Tudor.

### A discordância com Lutero

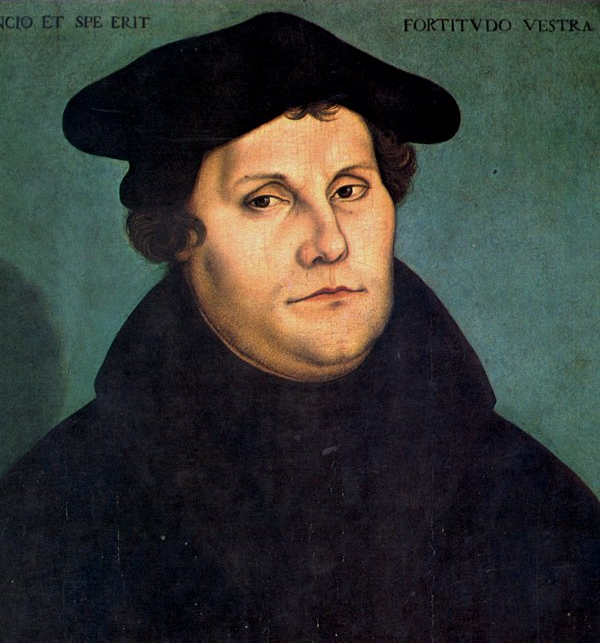
Martinho Lutero (retrato Lucas Cranach o Velho - 1529)

No movimento reformista, Lutero não concordou com o "estilo" de reforma de João Calvino. Martinho Lutero queria reformar a Igreja Católica, enquanto João Calvino acreditava que a Igreja estava tão degenerada que não havia como reformá-la. Calvino se propunha a organizar uma nova Igreja que, na sua doutrina (e também em alguns costumes), seria idêntica à Igreja Primitiva. Já Lutero decidiu reformá-la, mas afastou-se desse objetivo, fundando, então, o protestantismo, que não seguia tradições, mas apenas a doutrina registrada na Bíblia, e cujos usos e costumes não ficariam presos a convenções ou épocas. A doutrina luterana está explicitada no "Livro de Concórdia", e não muda, embora os costumes e formas variem de acordo com a localidade e a época.

### Novas dificuldades
Entre 1553 e 1555, em Genebra, a relação tensa entre a Igreja - particularmente o Consistório, onde Calvino era uma figura de relevo — e as autoridades seculares da cidade, eleitas entre os habitantes (ricos) da cidade, atingiu o seu auge. Discutia-se, então, a questão de saber se o Consistório teria ou não o direito de excomungar pessoas, algo que se vinha a passar com relativa frequência. As amargas trocas de palavras entre estes dois polos multiplicaram-se. Por um lado, o zelo religioso dos calvinistas, do outro, a autoridade política da cidade. Em janeiro de 1555, houve uma procissão noturna de pessoas em Genebra, caminhando de vela na mão, com a pretensão de ridicularizar Calvino.
Apesar disso, e em parte por causa do peso relativo da população protestante francesa que se tinha refugiado na cidade, as eleições dos quatro novos "Syndics" de Genebra em fevereiro de 1555 é favorável aos calvinistas, que se impõem contra os "Enfants de Genève" sob a liderança de Perrin. Após as eleições, porém, há desacatos na rua entre as duas partes. Perrin e outros líderes da revolta são presos e serão decapitados e esquartejados. Os pedaços dos cadáveres foram, depois, exibidos nas ruas da cidade.
Também a doutrina da predestinação foi muito atacada nestes anos, principalmente por um monge carmelita chamado Hiérome Bolsec, nascido em Paris, que se tinha estabelecido em Genebra. Argumentava que se Deus fosse o responsável por tudo o que se passa, então, também seria responsável pelos nossos pecados. Calvino responde que nunca disse isso e as autoridades apoiam-no. Em Berna, os críticos de Calvino foram expulsos da cidade em 1555.
Com a derrota dos “libertinos”, portanto, os conselhos municipais passaram a ser constituídos de homens que apoiavam Calvino, permitindo-lhe exercer enorme influência sobre a comunidade, a despeito de não ter ocupado nenhum cargo governamental. Tal influência não era restrita somente ao aspecto moral e eclesiástico, mas se estendia também a outras áreas. Por exemplo, Calvino contribuiu para a criação de um sistema educacional acessível a todos, em linha com o que era amplamente pregado pela Reforma Protestante, e incentivou a formação de importantes entidades assistenciais, como um hospital para carentes e um fundo de assistência aos estrangeiros pobres.
Também neste ano, foram erguidas as primeiras Igrejas calvinistas em França, nomeadamente em Paris, Meaux, Angers, Poitiers e Loudun. Nos três anos seguintes surgiram as comunidades de Orleães, Rouen, La Rochelle, Toulouse, Rennes e Lyon. O protestantismo francês, a partir de então, experimentou uma rápida expansão. Em 1562, já eram mais de 2 000 igrejas francesas, com dois milhões de huguenotes.
Entre 26 e 29 de maio de 1559, realizou-se em Paris um sínodo nacional protestante. Cerca de 30 paróquias aparecem aí representadas. O sínodo foi responsável pela elaboração de um texto de linhas orientadoras (com a participação de Calvino na sua criação), que se chamou Confession de La Rochelle (texto confirmado nesta cidade em 1571). Também em 1559, Calvino finalmente tornou-se um cidadão da sua cidade adotiva, e embora estivesse constantemente enfermo, desenvolveu intensa atividade como pastor, pregador, administrador, professor e escritor. Foi inaugurada a Academia de Genebra, embrião da futura universidade, que era destinada primordialmente à preparação de pastores reformados; a última edição das Institutas foi publicada; e Calvino fundou uma escola e um hospital geral para o município.

### Morte
Nos seus últimos anos de vida, a saúde de Calvino começou a vacilar. Sofrendo de enxaquecas, hemorragia pulmonar, gota e pedras nos rins foi, por vezes, levado carregado para o púlpito. Calvino continuava a ter detratores declarados que lhe dirigiam ameaças constantes.
Entretanto, apreciava passar os seus tempos livres no lago de Genebra, lendo as escrituras e bebendo vinho tinto. No fim de sua vida disse a seus amigos que estavam preocupados com o seu regime diário de trabalho: "Qual quê? Querem que o Senhor me encontre ocioso quando ele chegar?".
João Calvino faleceu com quase 55 anos em Genebra, no dia 27 de maio de 1564. Foi enterrado numa sepultura simples e não marcada, conforme o seu próprio pedido, no Cimetière des Rois, Genebra na Suíça, pois não queria que nada, inclusive possíveis homenagens póstumas à sua pessoa, obscurecesse a glória de Deus. Um dos emblemas que aparecem nas obras do reformador mostra uma mão segurando um coração e as palavras latinas “Cor meum tibi offero Domine, prompte et sincere” (O meu coração te ofereço, ó Senhor, de modo pronto e sincero).

## Publicações de Calvino

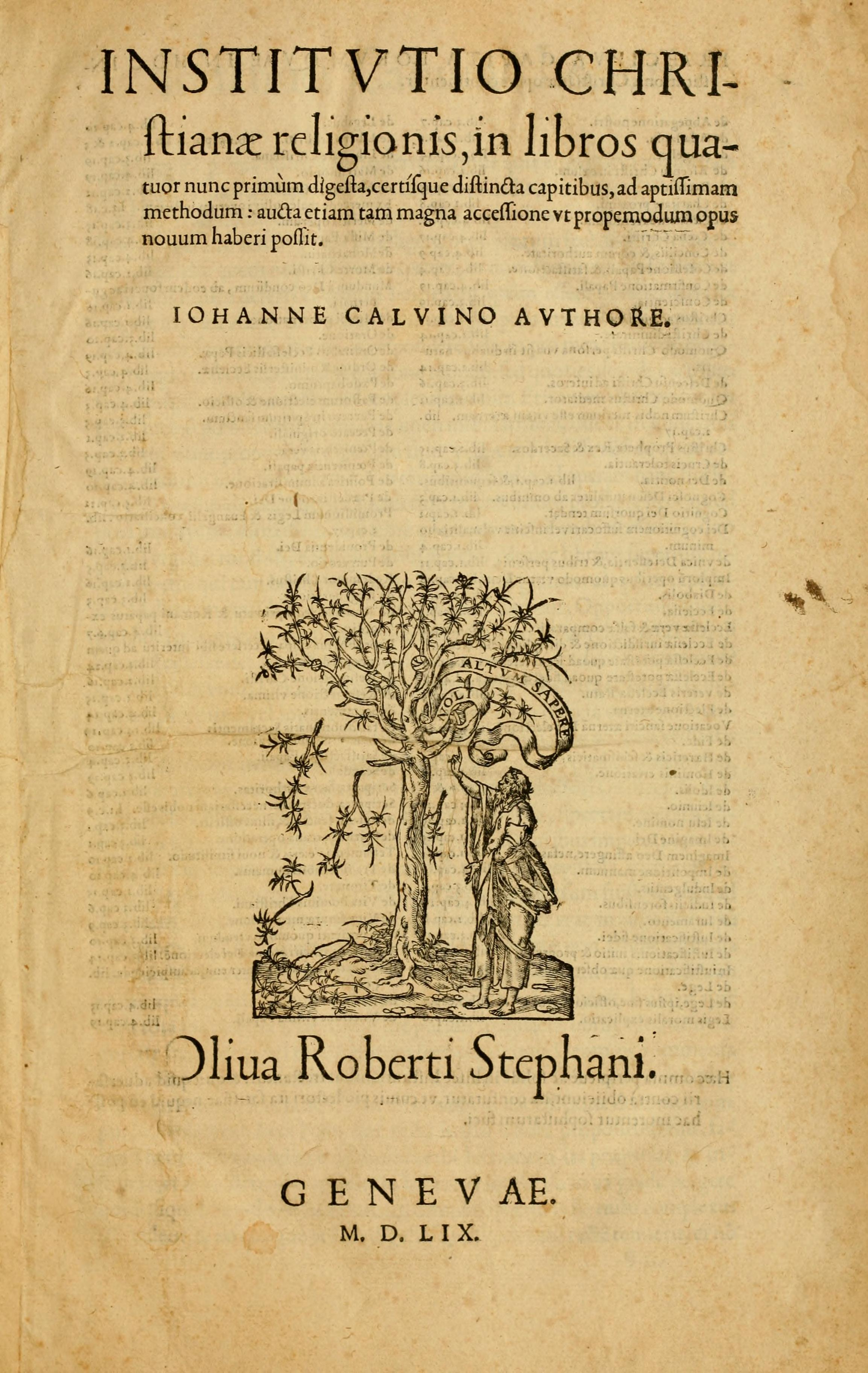
O livro Institutas da Religião Cristã (edição genebrina de 1559)

- De Clementia - Obra anotada de Séneca (1532)
- Psychopannychia (1534)
- Resposta ao Cardeal Sadoleto (1539)
- Saltério de Genebra (1539)
- Forma das Orações e Cânticos Eclesiásticos (1539)
- Ordenanças Eclesiásticas (1541)
- Institutas da Religião Cristã[52]
  - publicado em Latim: 1536
  - publicado em Francês: 1541
- Catéchisme de l'Église de Genève (1542)
- Tratado Sobre as Relíquias (1543)
- Atos do Concílio de Trento Com o Antídoto (1547)
- Confissão Galicana (1559)
- Calvino também publicou vários volumes de comentários sobre a Bíblia, sermões (a série Corpus Reformatorum contém 872 sermões do reformador), opúsculos e tratados, escritos eclesiásticos e uma volumosa correspondência dirigida a outros reformadores, governantes de diferentes países, igrejas perseguidas, crentes encarcerados, pastores e colportores,[53] que considera-se que contribuiu para a difusão do movimento reformado por quase toda a Europa.

## Calvinismo
O Calvinismo se tornou um sistema de regras e doutrinas fundamentadas na Bíblia sagrada. As publicações de Calvino espalharam as doutrinas de uma Igreja correctamente reformada para muitas partes da Europa. O Cristianismo tornou-se a religião principal na Escócia (Ver: John Knox), nos Países Baixos e em partes da Alemanha, tendo sido influente na Hungria e na Polónia. A maioria dos colonos de certas zonas do novo mundo, como Nova Inglaterra, eram igualmente calvinistas, incluindo os puritanos e os colonos neerlandeses que se estabeleceram em Nova Amsterdam (Nova Iorque). A África do Sul foi fundada em grande parte por colonos neerlandeses (também com franceses e portugueses) calvinistas do início de século XVII, que ficaram conhecidos como africânderes.
Na França, os calvinistas eram chamados de Huguenotes.
A Serra Leoa foi em grande parte colonizada por colonos calvinistas da Nova Escócia. John Marrant tinha organizado a congregação local sob o auspício da conexão Huntingdon. Os colonos eram na sua maioria lealistas negros, afro-americanos que tinham combatido pelos ingleses na guerra da independência americana.